# 聖包皮

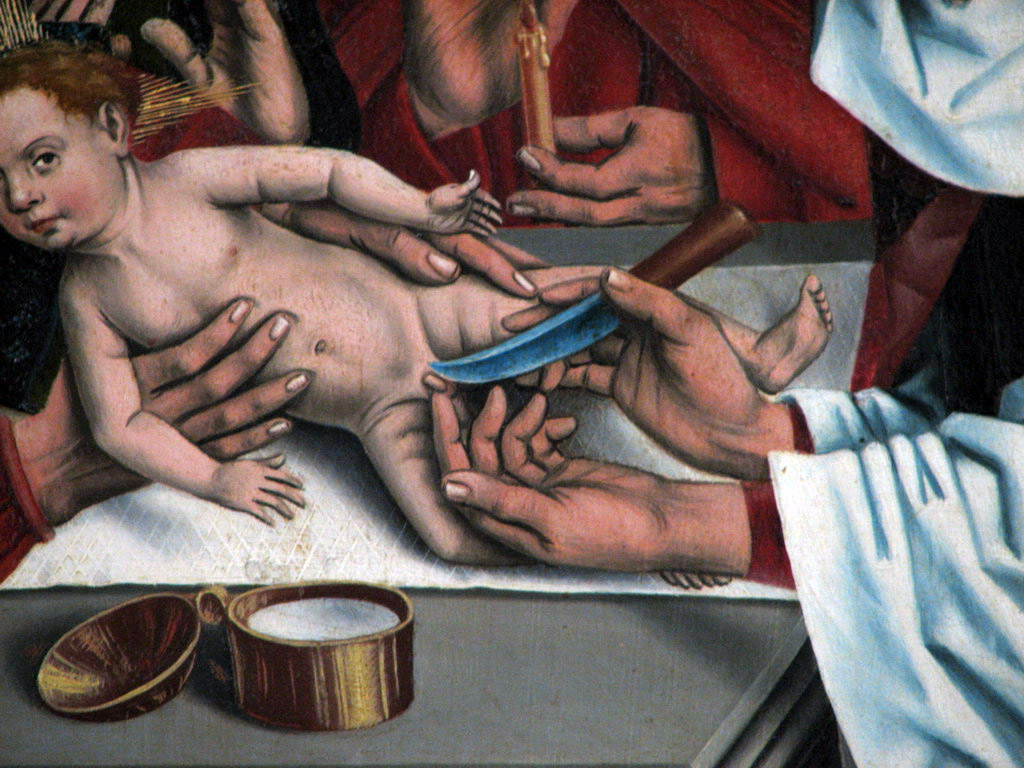
受割禮的基督

聖包皮（Holy Prepuce）是相傳幾樣耶穌遺留在人間的遺物之一。歷史上歐洲數間教堂曾宣稱擁有耶穌生前割下的包皮，並據稱擁有神奇的力量。
據基督教東方教會的教義，耶穌的肉身是在復活之後四十日昇天。耶穌留在人世間的少數遺物，包括了他兒童時在割禮中割下的包皮。以前亦曾經有神學爭論，耶穌昇天時倘若不包括包皮，耶穌是否完整；之後，引伸至辯論耶穌是否應連同掉下的頭髮、指甲等物一起昇天。亦有人指出，因為耶穌昇天是神蹟，所以應該不受這些限制。
現在歐洲的多家教堂都聲稱他們擁有聖包皮的部分或全部。當中意大利卡爾卡的一家教堂至1983年為止，每年巡遊時都會捧出它們擁有的聖包皮；後來，他們的聖物被小偷連盛載的寶匣偷去，至今下落不明。另一家在法國的教堂宣稱他們的聖包皮是中世紀時的英格兰国王亨利五世留下。當時亨利五世的妻子有孕，傳說中聖包皮的氣味有安胎作用，亨利五世特地向別處借來使用，之後因為效果顯著而沒有歸還。
17世紀時，天文望遠鏡得到改良，天文學家首次見到土星的環。當時天主教神學家里奥·阿拉丢斯猜測，土星環是由跟隨耶穌昇天的聖包皮所變。